# Ànima (TV)
Ànima és un magazín d'actualitat cultural de Televisió de Catalunya. Va començar les emissions el dilluns 9 de març del 2009.

## Història
El programa ha tingut dues etapes. La primera va durar fins al 18 de gener de 2010, quan es va passar a la segona etapa.

### Primera etapa
En la seva primera etapa, el programa es va emetre diàriament en directe al canal 33 amb Bibiana Ballbè i Toni Puntí com a presentadors, i Júlia Bertran, Jofre Font i Sara Loscos com a reporters que cobrien cròniques a l'exterior. El programa pretenia acostar-se en variades disciplines com la música, la literatura, el cinema, el teatre, l'art, l'òpera, Internet, la dansa, el còmic, la gastronomia, la moda, el circ, la cultura tradicional, l'arquitectura o el disseny, per tal d'oferir una àmplia visió de la indústria cultural catalana.
En aquesta primera etapa, el programa s'emetia en dues franges, la primera, de 21.45 a 22.00 (de dilluns a divendres), centrada en l'actualitat cultural del dia; i la segona, de 23.00 a 23.30 (de dilluns a dijous), amb entrevistes, reportatges, actuacions i connexions en directe.

### Segona etapa
En la seva segona etapa, iniciada el 18 de gener de 2010, el programa ha passat a ser d'emissió setmanal i amb un sol presentador, Toni Puntí. No obstant això, l'estructura del programa no ha variat: es manté l'equip amb què ja comptava en la primera etapa, i inclou col·laboradors com Lolita Bosch i Albert Puig (actualitat audiovisual), Toni Garcia (cinema) i Antonio Baños.
El divendres, 10 de setembre de 2010, Ànima va iniciar la seva tercera temporada des del Parc de la Ciutadella de Barcelona, amb motiu de la Setmana del Llibre en Català. El programa segueix tenint l'estructura amb què s'inicià la segona etapa.